# 沙西涅勒
沙西涅勒（法語：Chassignelles，法語發音：[ʃasiɲɛl]）是法国勃艮第-弗朗什-孔泰大区约讷省的一个市镇，属于阿瓦隆区。

## 地理
沙西涅勒（47°45'33"N, 4°10'40"E）面积13 平方千米，位于法国勃艮第-弗朗什-孔泰大區约讷省，该省份为法国中北部内陆省份，西接卢瓦雷省，西北接塞纳-马恩省，南至涅夫勒省，东临科多尔省，东北与奥布省接壤。
与沙西涅勒接壤的市镇（或旧市镇、城区）包括：菲尔维、昂西勒弗朗、格朗、尼伊、拉维耶尔、斯蒂尼、维利耶莱欧。

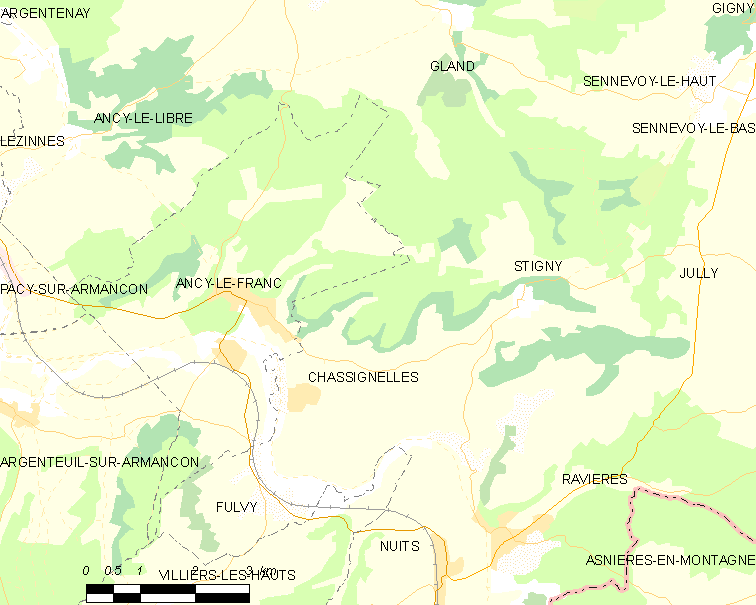
沙西涅勒的OSM定位图

沙西涅勒的时区为UTC+01:00、UTC+02:00（夏令时）。

## 行政
沙西涅勒的邮政编码为89160，INSEE市镇编码为89087。

## 政治
沙西涅勒所属的省级选区为托内鲁瓦县。

## 人口

1962-2008年间沙西涅勒人口变化图示

沙西涅勒于2022年1月1日时的人口数量为300人。